# Praephostria
Praephostria is een geslacht van vlinders van de familie van de grasmotten (Crambidae), uit de onderfamilie van de Spilomelinae. De wetenschappelijke naam voor dit geslacht is voor het eerst voorgesteld door Hans Georg Amsel in een publicatie uit 1956. Amsel beschreef ook de eerste soort uit het geslacht, Praephostria sylleptalis uit Venezuela, die als typesoort is aangeduid.

## Soorten
- P. flavalis Amsel, 1956
- P. sylleptalis Amsel, 1956